# Elezioni generali in Tanzania del 2000
Le elezioni generali in Tanzania del 2000 si tennero il 29 ottobre per l'elezione del Presidente e il rinnovo del Parlamento.

## Risultati

### Elezioni presidenziali
| Benjamin Mkapa  | Chama Cha Mapinduzi                                 | 5 863 201  | 71,74 |  |  |  |  |  |
| Ibrahim Lipumba | Fronte Unito Civico                                 | 1 329 077  | 16,26 |  |  |  |  |  |
| Augustine Mrema | Partito della Riforma e della Costruzione Nazionale | 637 115    | 7,80  |  |  |  |  |  |
| John Cheyo      | Partito Democratico Unito                           | 342 891    | 4,20  |  |  |  |  |  |
| Totale          | Totale                                              | 8 172 284  | 100   |  |  |  |  |  |
|                 |                                                     |            |       |  |  |  |  |  |
| Voti non validi | Voti non validi                                     | 345 314    | 4,05  |  |  |  |  |  |
| Votanti         | Votanti                                             | 8 517 598  | 84,43 |  |  |  |  |  |
| Elettori        | Elettori                                            | 10 088 484 |       |  |  |  |  |  |

### Elezioni parlamentari
| Liste                                               | Voti      | %     | Seggi |
| --------------------------------------------------- | --------- | ----- | ----- |
| Chama Cha Mapinduzi                                 | 4 628 127 | 65,19 | 202   |
| Fronte Unito Civico                                 | 890 044   | 12,54 | 17    |
| Partito Laburista di Tanzania                       | 652 504   | 9,19  | 4     |
| Partito Democratico Unito                           | 315 303   | 4,44  | 3     |
| Partito della Democrazia e dello Sviluppo           | 300 567   | 4,23  | 4     |
| Partito della Riforma e della Costruzione Nazionale | 256 591   | 3,61  | 1     |
| Altri                                               | 56 500    | 0,80  | –     |
| Totale                                              | 7 099 636 | 100   | 231   |